# La Moncada
La Moncada es un pueblo en el Municipio de Tarimoro, en Guanajuato, México. Su censo de población consta de 7 500 habitantes y está localizado en la carretera de Tarimoro en la autopista estatal 51 (Celaya-Salvatierra), fundada en 1877.